# Cadme de Milet el Jove
Cadme de Milet el Jove (en llatí Cadmus, en grec antic Κάδμος) fou un historiador grec.
Només el menciona Suides que diu que era fill d'Arquelau, un altre historiador grec. No en dona l'època ni cap detall biogràfic i només diu que va escriure dues obres, una sobre la història de l'Àtica, en 16 llibres i la segona sobre els patiments de l'amor, en 14 llibres.